# Calliostoma spectabile
Calliostoma spectabile là một loài ốc biển nước sâu tương đối lớn, là động vật thân mềm chân bụng sống ở biển thuộc họ Calliostomatidae.